# Angel Nikolov
Angel Nikolov (ur. 18 listopada 1975 w Moście) – czeski hokeista, reprezentant Czech.

## Kariera
- HC Litvínov (1993-2001)
- JYP (2001-2003)
- Mietałłurg Nowokuźnieck (2003-2005)
- Mora (2005)
- Sparta Praga (2005-2006)
- Bílí tygři Liberec (2006)
- Orli Znojmo (2006)
- HC Litvínov (2006-2007)
- HC Pilzno 1929 (2007-2008)
- HC Pardubice (2008)
- HC Oceláři Trzyniec (2008)
- KLH Chomutov (2008-2009)
- ERC Ingolstadt (2009-2010)
- HC Most (2010)
- Nottingham Panthers (2010-2011)
- Gothiques d'Amiens (2011-2012)
- Unia Oświęcim (2012-2013)

Wychowanek klubu HC Litvínov. Od sierpnia 2012 do kwietnia 2013 roku zawodnik Unii Oświęcim.
W barwach juniorskiej reprezentacji Czech wystąpił na Mistrzostwach świata do lat 20 w 1995. W seniorskiej kadrze występował m.in. w turniejach Euro Hockey Tour w sezonach 2000/2001 i 2001/2002.

## Sukcesy
Klubowe
- Srebrny medal mistrzostw Czech: 1996 z HC Litvínov
- Złoty medal mistrzostw Czech: 2006 ze Spartą Praga
- Zwycięzca fazy play-off EIHL: 2011 z Nottingham Panthers
- Challenge Cup EIHL: 2011 z Nottingham Panthers